# Памятник Ленину (Грозный, Байсангуровский район)
Памятник Владимиру Ильичу Ленину в Байсангуровском районе Грозного был установлен в 1960 году.

## История
Скульптура была отлита из бронзы. Вождь пролетариата был изображён стоящим в полный рост, в фуражке и пальто. Правая рука находилась в кармане пальто, в поднесённой к груди левой руке были свёрнутые листы бумаги. На постамент накладными буквами были нанесены надписи: в верхней части пьедестала — «Ленин», в нижней — «1870-1924». Автором проекты был грозненский архитектор В. Г. Свешников. Открытие памятника состоялось 5 ноября 1960 года.
Памятник был демонтирован в 1991 году.